# Karl Held (Publizist)
Karl Held (* 1944; † 9. Oktober 2010) war ein deutscher Kommunist und Publizist. Zusammen mit Theo Ebel und Herbert Ludwig Fertl gründete und leitete er die Marxistische Gruppe und leitete später als verantwortlicher Redakteur die Vierteljahreszeitschrift GegenStandpunkt.

## Leben

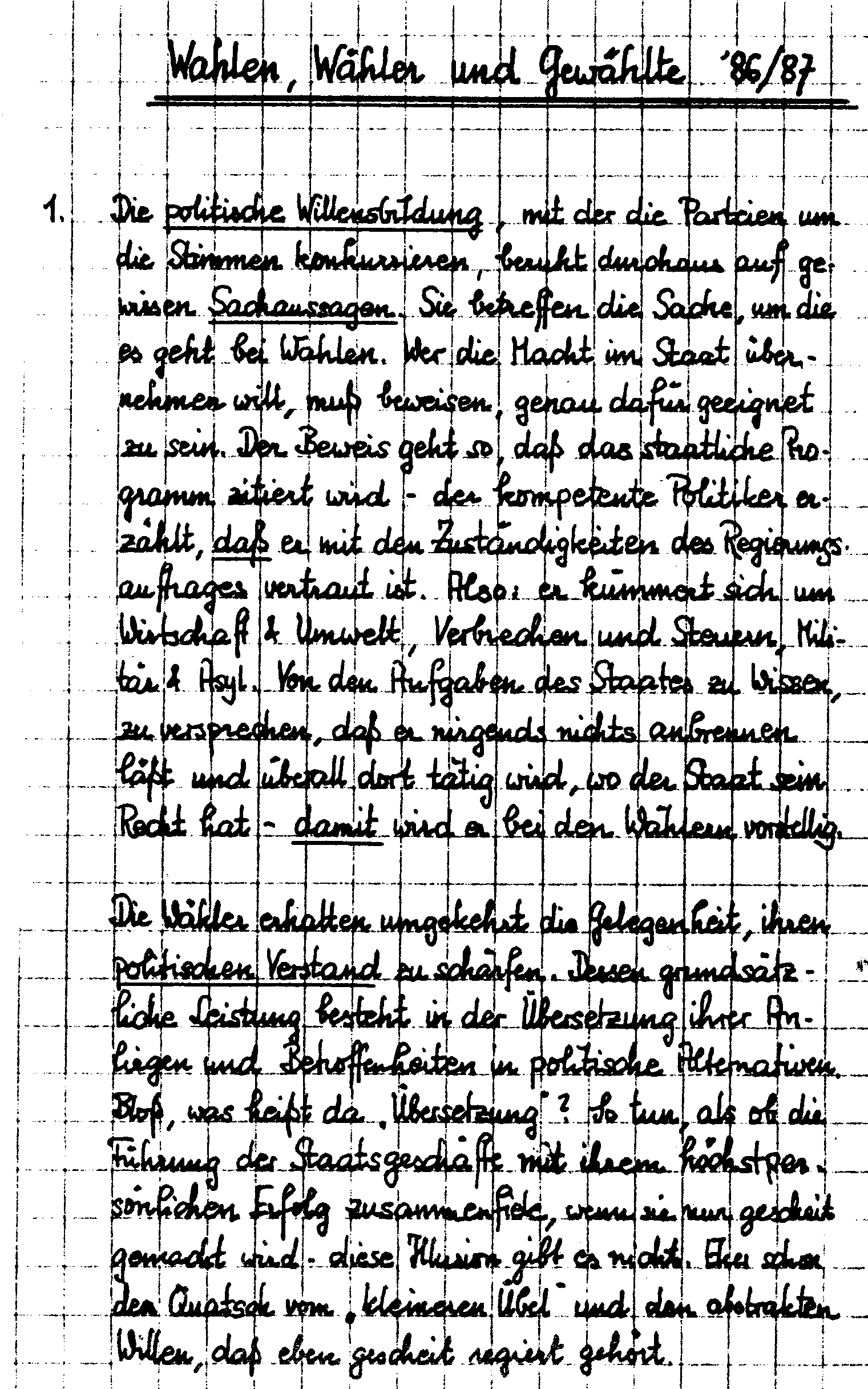
Karl Held Manuskript zum Teach-In Wahlen, Wähler und Gewählte 1986

Karl Held war 1966 einer der Gründer des Sozialistischen Studentenbundes (SDS) an der Universität Erlangen. 1968 wechselte er an die LMU München. Nach der Auflösung des SDS war er einer der Lenker, Denker und Schreiber der Marxistischen Gruppe, die eine radikale Kritik an der kapitalistischen Gesellschaft formulierte und viele andere sozialistische Ansichten radikal kritisierte.
In den 1970er Jahren arbeitete er als Lektor im Carl Hanser Verlag sowie als Übersetzer. Held war ab 1992 verantwortlicher Redakteur der Vierteljahreszeitschrift GegenStandpunkt und schrieb für die Monatszeitschrift konkret.

## Rezeption vonDie Psychologie des bürgerlichen Individuums

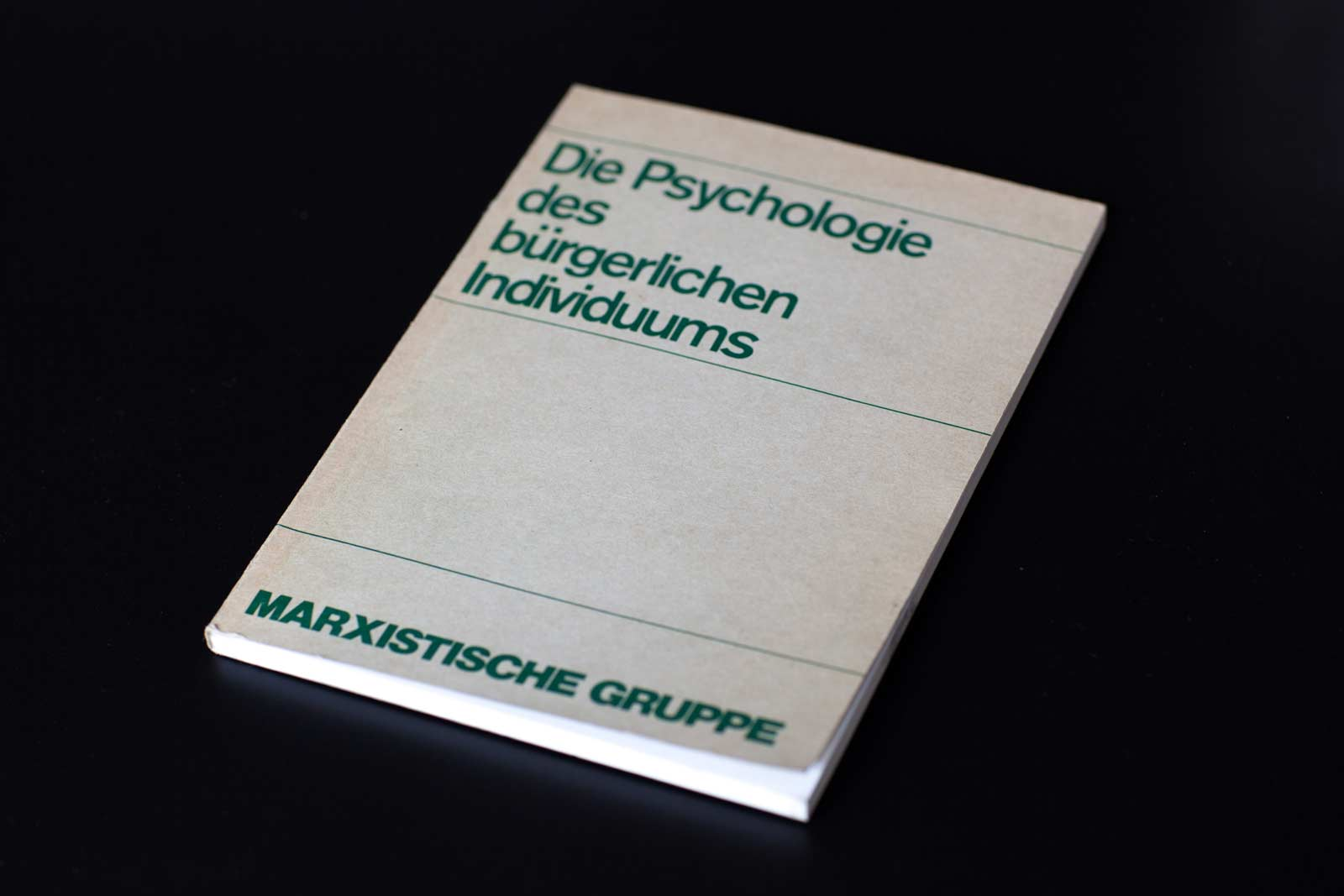
Psychologie des bürgerlichen Individuums, 1981

Sein Buch über Die Psychologie des bürgerlichen Individuums von 1981 wurde heftig diskutiert. Als der Münchner Schriftsteller Rainald Goetz einen Vortrag Helds zu dem Thema hörte, spielte er begeistert-ironisch mit dem Gedanken, sich den „marxistischen Denkkriegern“ der Marxistischen Gruppe anzuschließen. Eine Passage aus dem Buch Die Psychologie des bürgerlichen Individuums, in dem es um den Selbstmord ging, exzerpierte Ernst Jünger am 12. Februar 1981 zustimmend für sein Tagebuch, ohne die in der Passage enthaltene Kritik wahrzunehmen. Der Autor gehöre zu einer „neo-marxistischen Studentenverbindung“, die „sich von unmittelbaren Aktionen freihält“ und lediglich „Bewußtseinsarbeit“ leiste. Jünger wunderte sich, dass ein Marxist zum Selbstmord ähnliche Ansichten hatte wie er.
In dem Buch kritisiert Held die gängige Psychologie, von der Psychoanalyse Freuds bis zur Verhaltenspsychologie Skinners, als reaktionär, weil sie auf das Unbewusste abhebe, politische Faktoren ignoriere und dem Individuum den freien Willen, also auch die Fähigkeit abspreche, bewusst zu handeln.

## Publikationen (Auswahl)
- Rosa Luxemburg: Einführung in die Nationalökonomie. Herausgegeben und eingeleitet von Karl Held. Rowohlt Verlag, Reinbek 1972. ISBN 3-499-45268-5
- Kommunikationsforschung – Wissenschaft oder Ideologie? Materialien zur Kritik einer neuen Wissenschaft. Hanser Verlag, München 1973. ISBN 978-3-446-11716-7
- Der bürgerliche Staat (Hrsg.). Resultate, Gesellschaft für Druck und Verlag wissenschaftlicher Literatur, München 1979, unveränd. Neuauflage 1999. ISBN 3-929211-03-3 (Online-Version)
- Die Psychologie des bürgerlichen Individuums (Hrsg.). Resultate, Gesellschaft für Druck und Verlag wissenschaftlicher Literatur, München 1981. ISBN 3-929211-04-1 (Vortrag basierend auf dem Buch (PDF; 433 kB), Tondokument/Gesamtaufnahme (MP3), 10. Oktober 1980.)
- Abweichende Meinungen zum Falkland-Krieg. Resultate, Gesellschaft für Druck und Verlag wissenschaftlicher Literatur, München 1982. ISBN 3-922935-04-4 (Inhaltsverzeichnis)
- Abweichende Meinungen zu Polen. Resultate, Gesellschaft für Druck und Verlag wissenschaftlicher Literatur, München 1982. ISBN 3-922935-03-6 (Inhaltsverzeichnis)
- Abweichende Meinungen zur "Nachrüstung": Der Westen will den Krieg. Resultate, Gesellschaft für Druck und Verlag wissenschaftlicher Literatur, München 1983. ISBN 3-922935-16-8 (Inhaltsverzeichnis)
- mit Theo Ebel: Krieg und Frieden. Politische Ökonomie des Weltfriedens. Suhrkamp Verlag, Frankfurt/Main 1983. ISBN 3-518-11149-3 (Online-Version)
- DDR kaputt – Deutschland ganz. Eine Abrechnung mit dem "Realen Sozialismus" und dem Imperialismus deutscher Nation. Resultate, Gesellschaft für Druck und Verlag wissenschaftlicher Literatur, München 1989. ISBN 3-922935-31-1 (Inhaltsverzeichnis)
- Der Anschluß. Eine Abrechnung mit der neuen Nation und ihrem Nationalismus. Resultate, Gesellschaft für Druck und Verlag wissenschaftlicher Literatur, München 1990. ISBN 3-922935-32-X (Inhaltsverzeichnis)
- Von der Reform des „realen Sozialismus“ zur Zerstörung der Sowjetunion (Hrsg.). Gegenstandpunkt-Verlag, München 1992. ISBN 3-929211-00-9 (Inhaltsverzeichnis)

## Übersetzungen (Auswahl)
- Henri Lefebvre: Kritik des Alltagslebens. Grundrisse einer Soziologie der Alltäglichkeit. Aus dem Französischen von Burkhart Kroeber und Karl Held. Fischer Taschenbuch Verlag, Frankfurt 1991. ISBN 3-596-26635-1
- Daniel Ellsberg: Ich erkläre den Krieg. Vietnam, der Mechanismus einer militärischen Eskalation. Aus dem Amerikanischen übersetzt von Karl Held. Hanser Verlag, München 1973. ISBN 3-446-11725-3
- Stuart R. Schram: Das Mao-System. Die Schriften von Mao Tse-tung. Analyse und Entwicklung. Aus dem Englischen von Karl Held. Hanser Verlag, München 1972. ISBN 3-446-11583-8
- Pierre Jalee: Das neueste Stadium des Imperialismus. Aus dem Französischen von Karl Held. Hanser Verlag, München 1971. ISBN 3-446-11374-6
- Milan Machovec: Vom Sinn des menschlichen Lebens. Aus dem Tschechischen von Karl Held. Rombach Verlag, Freiburg 1971
- Bertrand de Jouvenel: Jenseits der Leistungsgesellschaft. Elemente sozialer Vorausschau und Planung. Aus dem Französischen von Karl Held. Rombach Verlag, Freiburg 1970
- Rudi Supek: Soziologie und Sozialismus. Probleme und Perspektiven. Aus dem Serbokroatischen von Karl Held. Rombach Verlag, Freiburg 1970
- Gajo Petrović: Revolutionäre Praxis. Jugoslawischer Marxismus der Gegenwart. Aus dem Serbokroatischen von Karl Held. Rombach Verlag, Freiburg 1969